# Xã Albin, Quận Brown, Minnesota
Xã Albin (tiếng Anh: Albin Township) là một xã thuộc quận Brown, tiểu bang Minnesota, Hoa Kỳ. Năm 2010, dân số của xã này là 348 người.